# Donna Reed
Donna Reed (Denison (Iowa), 27 januari 1921 – Beverly Hills (California), 14 januari 1986), geboren als Donna Belle Mullenger, was een Amerikaans actrice.

## Biografie

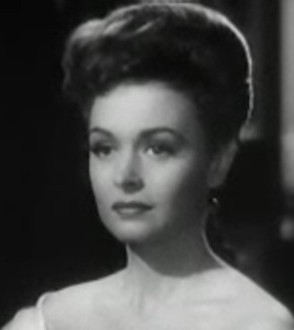
Reed in The Picture of Dorian Gray (1945)

Reed werd geboren op een boerderij in Denison in Iowa. Haar ouders waren William Richard Mullenger en Hazel Jane Shives. Ze wilde lerares worden maar kreeg haar studies niet betaald en verhuisde naar Los Angeles. Ze begon er toneel te spelen, maar had geen interesse in een carrière als actrice. Ze werd toch opgemerkt en kreeg uiteindelijk een contract aangeboden door Metro-Goldwyn-Mayer. In 1941 speelde ze in haar eerste film, The Getaway met Robert Sterling. Aanvankelijk nam ze de artiestennaam Donna Adams aan, maar MGM accepteerde deze niet en veranderde de naam in Donna Reed. Er volgden meerdere films en door haar natuurlijke uitstraling werd ze een populaire pin-up voor de Amerikaanse soldaten tijdens de Tweede Wereldoorlog. Ze beantwoordde persoonlijk brieven die ze kreeg van de soldaten overzee. In 1946 werd ze door MGM uitgeleend aan RKO Pictures voor de rol van Mary Bailey in de film It's a Wonderful Life van regisseur Frank Capra. De film wordt beschouwd als een van de beste ooit en staat op de elfde plaats in de AFI's 100 Years... 100 Movies, die opgemaakt werd door het American Film Institute. In de Verenigde Staten wordt de film vaak rond de kerstperiode heruitgezonden. De volgende jaren volgden nog verscheidene films. In 1953 speelde ze Lorene Burke, de vriendin van acteur Montgomery Clift in de oorlogsklassieker From Here to Eternity, waarvoor ze een Academy Award kreeg voor beste vrouwelijke bijrol.
Van 1958 tot 1966 speelde ze de hoofdrol in de populaire familieserie 'The Donna Reed Show' in Nederland uitgezonden onder de naam 'Alles draait om moeder'. In 1963 won ze de Golden Globe Award voor beste vrouwelijke tv-ster. Ze werd ook vier keer genomineerd voor een Emmy Award, maar kon deze nooit winnen. Na het einde van de show nam ze wat gas terug en besteedde ze tijd aan haar gezin en politieke ambities. In 1979 en 1983 speelde ze nog in een televisiefilm en in 1984 verscheen ze in twee afleveringen van The Love Boat.
In 1984 nam ze de rol van Miss Ellie over van Barbara Bel Geddes in de populaire soap Dallas. Geddes had al een deel van het zevende seizoen gemist om gezondheidsredenen. Reed verscheen pas in de zevende aflevering van het achtste seizoen. Nadat rivaal Dynasty meer kijkcijfers kreeg dan Dallas probeerde de productie om Geddes terug te halen en gezien haar verbeterde gezondheid accepteerde ze de rol. Reed werd abrupt ontslagen en spande een proces aan omdat volgens haar contractbreuk werd gepleegd. Ze trof later een minnelijke schikking voor 1 miljoen dollar. Ze stierf aan alvleesklierkanker in 1986, de kanker werd drie maanden voor haar dood vastgesteld.

### Privéleven
Reed trouwde in 1943 met William Tuttle en scheidde twee jaar later van hem. In 1945 trouwde ze met producer Tony Owen en voedde vier kinderen met hem op. De oudste twee waren geadopteerd. Na zesentwintig jaar huwelijk ging het echtpaar in 1971 uit elkaar. Drie jaar later hertrouwde Reed met een gepensioneerde militair.